# MZB1
MZB1‏ (Marginal zone B and B1 cell specific protein) هوَ بروتين يُشَفر بواسطة جين MZB1 في الإنسان.